# Austrolimnophila (Austrolimnophila) tunguraguensis
Austrolimnophila (Austrolimnophila) tunguraguensis is een tweevleugelige uit de familie steltmuggen (Limoniidae). De soort komt voor in het Neotropisch gebied.